# Дул (округ, Небраска)
Шаблон:StateAbbr_ 41°07′ пн. ш. 102°20′ зх. д. / 41.11° пн. ш. 102.33° зх. д.
Округ Дул (англ. Deuel County) — округ (графство) у штаті Небраска, США. Ідентифікатор округу 31049.

## Історія
Округ утворений 1889 року.

## Демографія
За даними перепису
2000 року
загальне населення округу становило 2098 осіб, усе сільське.
Серед мешканців округу чоловіків було 1021, а жінок — 1077. В окрузі було 908 домогосподарств, 601 родин, які мешкали в 1032 будинках.
Середній розмір родини становив 2,87.
Віковий розподіл населення поданий у таблиці:
| Стать    | До 15 років | 15-21 | 22-29 | 30-39 | 40-49 | 50-65 | 65-85 | Понад 85 |
| -------- | ----------- | ----- | ----- | ----- | ----- | ----- | ----- | -------- |
| Чоловіки | 185         | 92    | 60    | 114   | 168   | 177   | 196   | 29       |
| Жінки    | 192         | 97    | 49    | 130   | 167   | 186   | 207   | 49       |

## Суміжні округи
- Гарден — північ
- Кейт — схід
- Перкінс — південний схід
- Седжвік, Колорадо — південь
- Шаєнн — захід